# Regionalliga Nordost
Regionalliga Nordost er en tysk fodboldrække under det tyske fodboldforbunds turnering. Ligaen ligger under 3. Bundesliga, og er dermed, sammen med de øvrige regionale ligaer, den fjerde bedste række i den tyske lige.[kilde mangler]